# Silaan (stofklasse)

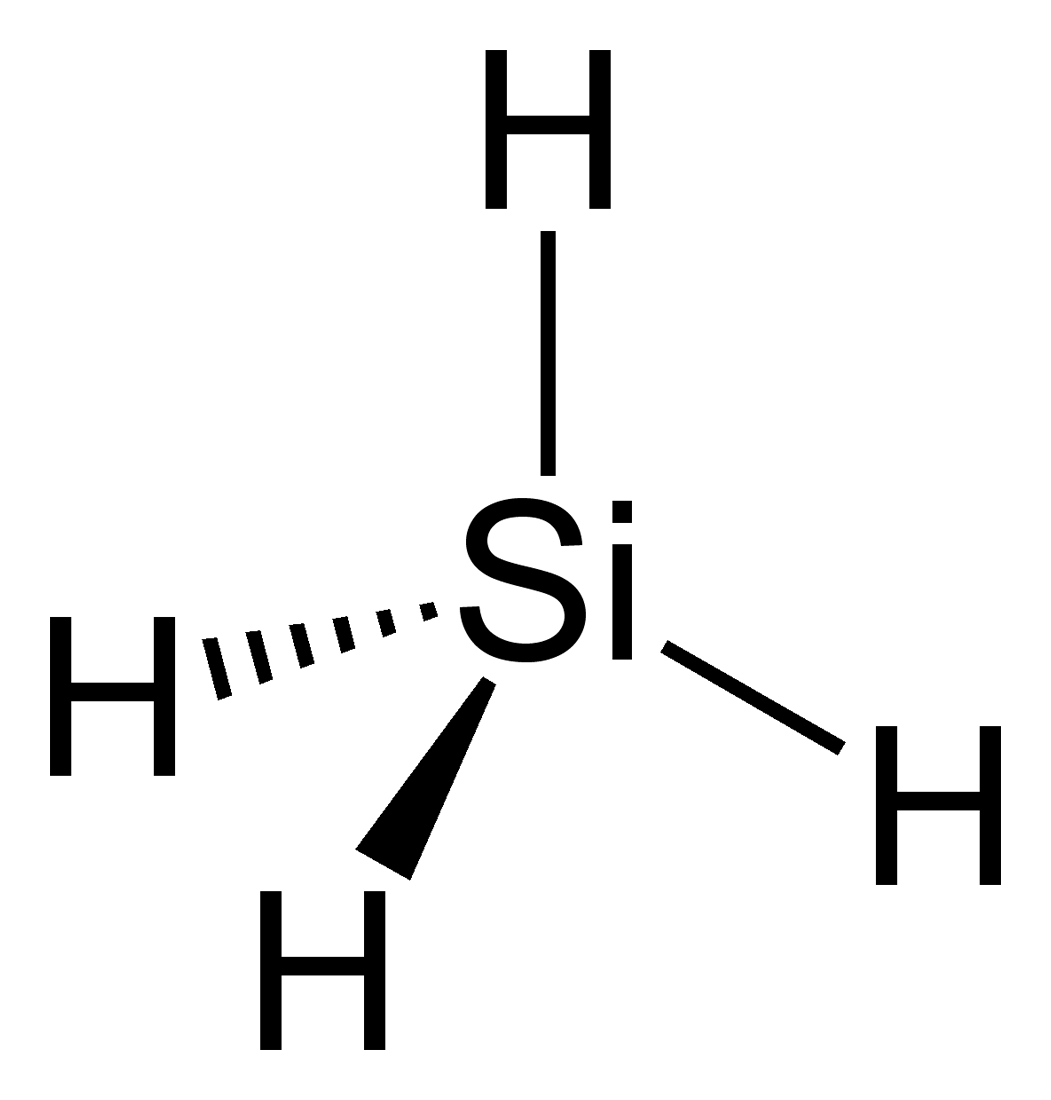
Structuurformule van silaan.

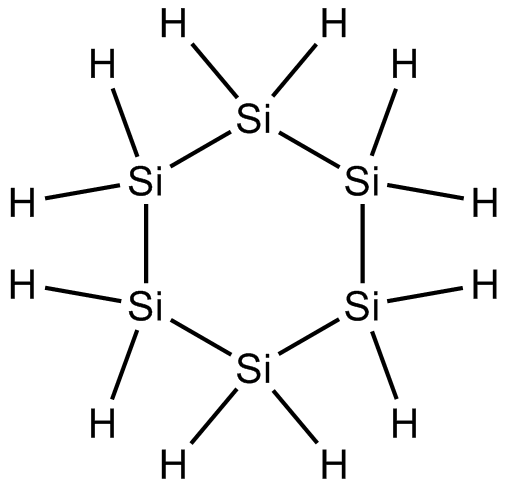
Structuurformule van cyclohexasilaan.

De silanen vormen een groep van organosiliciumverbindingen met als algemene brutoformule SinH2n+2. Hierbij treden enkel bindingen tussen silicium en waterstof op, waardoor ze kunnen beschouwd worden als de siliciumanaloga van de koolwaterstoffen. Het meest eenvoudige silaan is SiH4, kortweg gewoon silaan genoemd.
Net zoals de koolwaterstoffen kunnen silanen vertakkingen bezitten en ook als cyclische structuur voorkomen. Deze worden cyclosilanen genoemd en bezitten als algemene brutoformule SinH2n.

## Nomenclatuur
Er is een eenduidige IUPAC-nomenclatuur voor de silanen voorhanden. Lineaire silanen worden via een Grieks voorvoegsel vernoemd volgens het aantal siliciumatomen dat zij bezitten: SiH4 is dus monosilaan (kortweg ook silaan genoemd), Si2H6 is disilaan, Si3H8 is trisilaan enzovoort. Ze kunnen echter ook benoemd worden volgens de anorganische nomenclatuur: zo is siliciumtetrahydride een even goede benaming voor SiH4 als silaan. Bij langere silanen kan deze nomenclatuur soms problemen geven.
Vertakte silanen worden vernoemd volgens de alkylnomenclatuur: SiH3 is een silylgroep, Si2H5 is een disilylgroep, enzovoort. Voor cyclische silanen volgt de nomenclatuur deze van de cycloalkanen.

## Binding en eigenschappen
De binding tussen twee siliciumatomen verschilt in tal van opzichten van de koolstof-koolstof-binding. Aangezien silicium een stuk groter is dan koolstof is de binding vooreerst langer en bijgevolg zwakker. De orbitaaloverlap die verantwoordelijk is voor het bindend moleculair orbitaal is veel minder efficiënt dan bij alkanen. Dit resulteert in een bindingssterkte van 226 kJ/mol voor de Si-Si-binding, tegenover 347 kJ/mol voor de C-C-binding. Het voorkomen van een dubbele binding (in theorie zouden dit silenen genoemd moeten worden) is bijgevolg compleet onbestaande.
Een gevolg van deze zwakke bindingen is dat silanen zeer onstabiel zijn, voornamelijk als het aantal siliciumatomen oploopt. Zo zal disilaan spontaan verbranden aan de lucht:
{\displaystyle \mathrm {2\ Si_{2}H_{6}\ +\ 7\ O_{2}\longrightarrow \ 4\ SiO_{2}\ +\ 6\ H_{2}O} }
Deze reactie is thermodynamisch gezien zeer gunstig: er wordt immers siliciumdioxide gevormd. De binding tussen silicium en zuurstof is veel sterker en dat uit zich in de bindingsenergie: 452 kJ/mol. Vanzelfsprekend zullen hogere silanen nog exothermer reageren met luchtzuurstof.
Silanen kunnen ook omgevormd worden tot analoga van alcoholen: dit worden silanolen genoemd.
In water wordt silaan omgezet in kiezelzuur (bij een pH groter dan 7):
{\displaystyle \mathrm {SiH_{4}\ +\ 4\ H_{2}O\longrightarrow \ Si(OH)_{4}\ +\ 4\ H_{2}} }

### Homologe reeksvan de silanen
Onderstaande tabel geeft een overzicht van de eerste 7 silanen met enkele fysische eigenschappen:
| Silaan      | Brutoformule | Molaire massa (g/mol) | Smeltpunt (°C) | Kookpunt (°C) | Dichtheid (g/cm³) | Aggregatietoestand | Alkaananaloog | Aantal structuurisomeren |
| ----------- | ------------ | --------------------- | -------------- | ------------- | ----------------- | ------------------ | ------------- | ------------------------ |
| Silaan      | SiH4         | 32,12                 | -184,7         | -112,1        | 0,00135           | gasvormig          | methaan       | 1                        |
| Disilaan    | Si2H6        | 62,22                 | -129,4         | -14,8         | 0,00266           | gasvormig          | ethaan        | 1                        |
| Trisilaan   | Si3H8        | 92,3200               | -116,9         | 52,9          | 0,739             | vloeibaar          | propaan       | 1                        |
| Tetrasilaan | Si4H10       | 122,4214              | -91,6          | 108,4         | 0,795             | vloeibaar          | butaan        | 2                        |
| Pentasilaan | Si5H12       | 152,5228              | -72,2          | 153,2         | 0,827             | vloeibaar          | n-pentaan     | 3                        |
| Hexasilaan  | Si6H14       | 182,6242              | -44,7          | 193,6         | 0,847             | vloeibaar          | n-hexaan      | 5                        |
| Heptasilaan | Si7H16       | 212,7255              | -30,1          | 226,8         | 0,859             | vloeibaar          | heptaan       | 9                        |

## Toepassingen
Het eenvoudigste silaan (SiH4) wordt in een aantal industriële en medische toepassingen aangewend. Ook de gefunctionaliseerde derivaten (zoals dichloorsilaan) ervan worden gebruikt. In de organische synthese worden silanen als reductantia gebruikt.